# 아일랜드계 미국인
아일랜드계 미국인(Irish American, 아일랜드어: Gaedheal-Mheiriceánaigh)은 미국에 거주하는 아일랜드계 사람들을 지칭한다. 2008년, 미국 인구조사국의 미국 지역사회 조사(American Community Survey)에 따르면 미국인 전체 인구 중 10.5%인 약 3,330만 명이 아일랜드계였다. 그와는 별개로 미국에는 약 350만 명의 스코틀랜드계 아일랜드인이 거주하고 있다.
인구 분포도를 보면 아일랜드인들은 넓은 지역에 흩어져 살고 있으며, 아일랜드계 정치 지도자들은 미국 독립 전쟁보다 더 이전부터 중앙 및 지방 정치에서 중요한 역할을 해왔다. 미국 독립 선언에 8명의 아일랜드계 지도자들이 서명하였고, 앤드루 잭슨부터 조 바이든에 이르기까지 23명의 미국의 대통령들이 아일랜드계이거나 부분적으로 아일랜드 혈통을 이어받았다.

## 미국으로 건너간 아일랜드 이민자들

### 18세기부터 19세기 중반

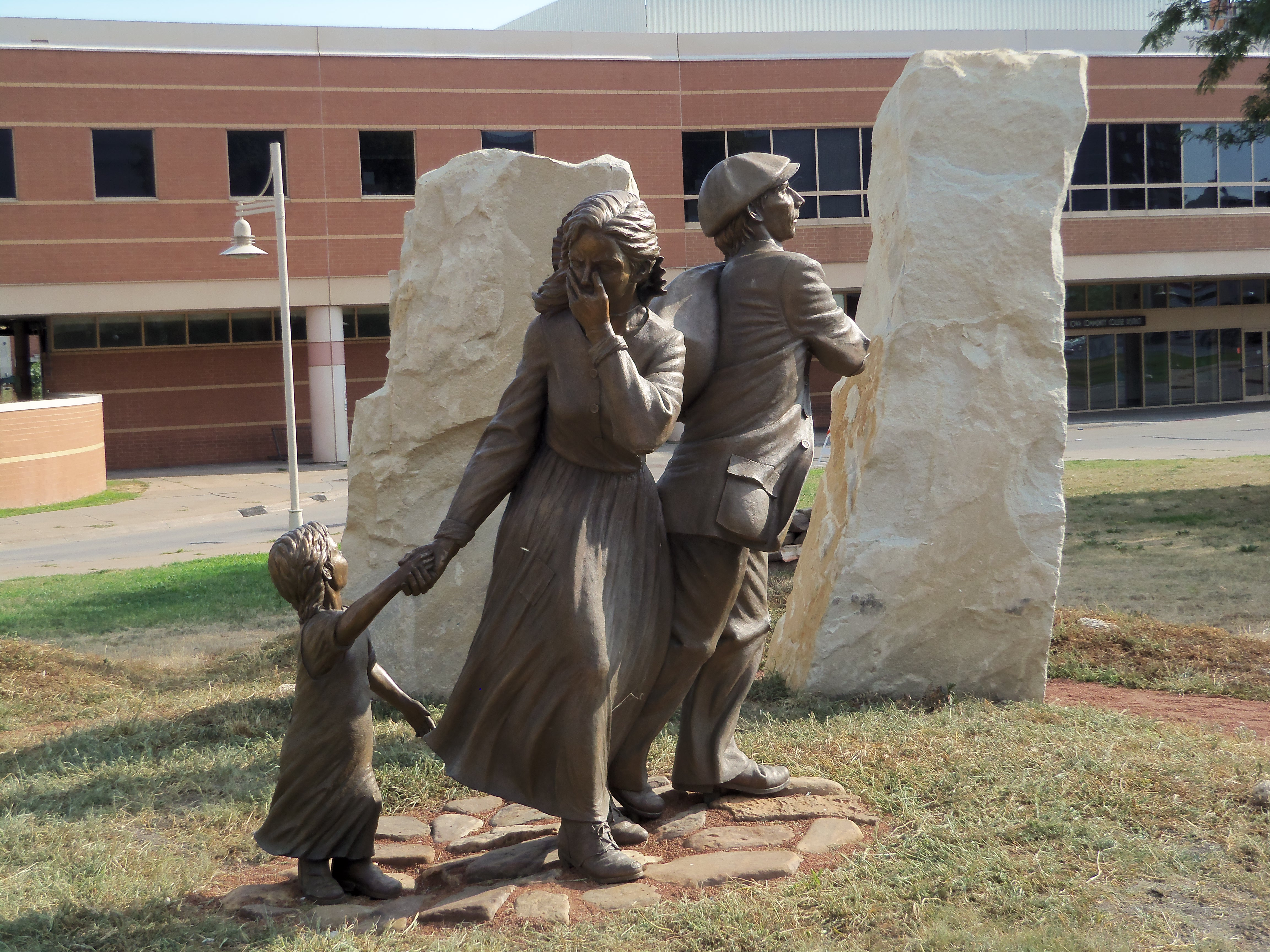
아이오와주 대번포트의 아일랜드 이주 기념관

미국사 사전에 따르면, "1600년대에는 대략 5~10만 명의 아일랜드인들(로마 가톨릭교회 신자 75%)이, 18세기에는 10만 명 이상의 아일랜드인들(가톨릭 교도들)이 이주하였다"고 기록되어 있다. 연기 계약은 당시 가장 흔한 이주 방법이었고, 1740년대에 미국의 몇몇 동부 주(some colonial regions)에서는 연기 계약 이민(年期契約移民, indentured servants)의 열 명 중 아홉 명은 아일랜드 계통일 정도였다.
얼스터 지방에서 미국으로 건너온 대부분의 아일랜드계 정착자들은 미국에서 "스코틀랜드계 아일랜드인"으로 불리게 되었다. 그들은 17세기 얼스터의 식민 기간 동안에 영국 정부에 의하여 아일랜드에 정착한 스코틀랜드인들과 잉글랜드 소작인 농부들의 자손들이었다. 식민지 시기 동안에 대략 25만 명이 미국으로 이주하였다. 스코틀랜드-아일랜드계 주민들은 애팔래치아산맥의 미개척지에 주로 정착하여 민족 문화를 현저하게 발전시켰다. 스코틀랜드-아일랜드계 정착자들은 20세기 후반에 포크 음악, 컨트리 음악, 웨스턴 음악, 스톡 카 레이싱 같은 분야에 공헌하면서 최근 미국 문화에 거대한 영향을 주었다.
이 시기의 아일랜드 이민자들은 미국 독립 혁명의 중요한 역사적 사건에 관여했으며 영국군 소장 1명이 '식민지 군대의 절반이 아일랜드에서 왔다'고 영국 하원에 증언하도록 이끌었다. 아일랜드계 미국인들은 미국 독립선언문와 미국 헌법와 같은 미국의 기초적 문서들에 서명하였고 앤드루 잭슨을 필두로 하여 대통령직을 맡았다.
초기의 얼스터 이민자들과 그들의 자손들은 처음에 자신들을 "스코틀랜드계"라는 말 없이 단순하게 아일랜드계라고 지칭하였다. 1840년대 아일랜드의 대기근 이후에 아일랜드 이민자들이 들어온 후, 프로테스탄트 아일랜드 계통 이민자들은 가톨릭 교도들이 우세하고, 대부분 가난했던, 그 시기에 들어온 아일랜드 이민자들과 자신들을 구별하면서 "스코틀랜드-아일랜드계"라고 지칭하였다. 18세기 얼스터 이민자들은 프로테스탄트가 우세했고 미국 내부의 고지 지방들에 정착했던 반면, 19세기 가톨릭 이민자들은 보스턴, 뉴욕, 시카고 같은 미국 북동부와 중서부 항구 도시들에 정착했다. 그러나 19세기 초반에서 많은 아일랜드인들은 운하와 철도 공사 같은 대규모의 기반 시설 프로젝트에서 일하기 위하여 개별적으로 내륙으로 이주하였다.

#### 남부에 정착한 아일랜드인들
식민지 시기 동안에 스코틀랜드-아일랜드계 이민자들은 애팔래치아산맥 미개척지의 남부와 캐롤라이나의 피드먼트 고원에 정착하였다. 그들은 이 지역들에서 주요한 문화적 집단이 되었고 그들의 자손들은 버지니아주를 통하여 테네시주와 켄터키주에 들어가 그러고 나서 아칸소주, 미주리주와 텍사스주로 들어가는 서부 개척의 선구자들이 되었다. 19세기 안에 영국계와 독일계 정착자들과 결혼을 통하여 스코틀랜드-아일랜드계 자손들은 아일랜드와 자신들의 정체성을 잃었다. "요즘 세대의 개척자들은, 그저 미국인이요, 영국계도, 독일계도, 그렇다고 스코틀랜드-아일랜드계도 아니다."
아일랜드 가톨릭 교도들은 찰스턴, 서배너와 뉴올리언스 같이 자신들이 잘 보이는 중도시들에 집중되어 있었다. 그들은 1860년 합중국을 보호하는 데 호의를 가진 민주당의 지역 지도자들이 되었으나, 1861년, 분할 후에 견고한 남부 연합인들이 되었다.
1820년, 아일랜드 출신의 존 잉글랜드는 주로 프로테스탄트가 많은 도시 사우스캐롤라이나주 찰스턴에서 첫 가톨릭 주교가 되었다. 1820년대와 1830년대 동안에 잉글랜드 주교는 프로테스탄트의 편견들에 대항하면서 소수의 가톨릭을 방어하였다. 1831년과 1835년 그는 자유로운 아프리카계 미국인 어린이들을 위한 자유 학교들을 설립하였다. 미국의 노예주의 사회 선전에 대해 흥분하면서 반란군이 1835년 찰스턴 우체국을 급습하였고 다음날 잉글랜드의 학교로 관심을 돌렸다. 잉글랜드는 찰스턴의 아일랜드 시민군을 이끌어 학교를 방어하였다. 이 일이 일어난 직후에 찰스턴의 자유 흑인들을 위한 모든 학교들이 폐쇄하였고 잉글랜드 주교는 묵인하고 말았다.

### 19세기 중반과 이후

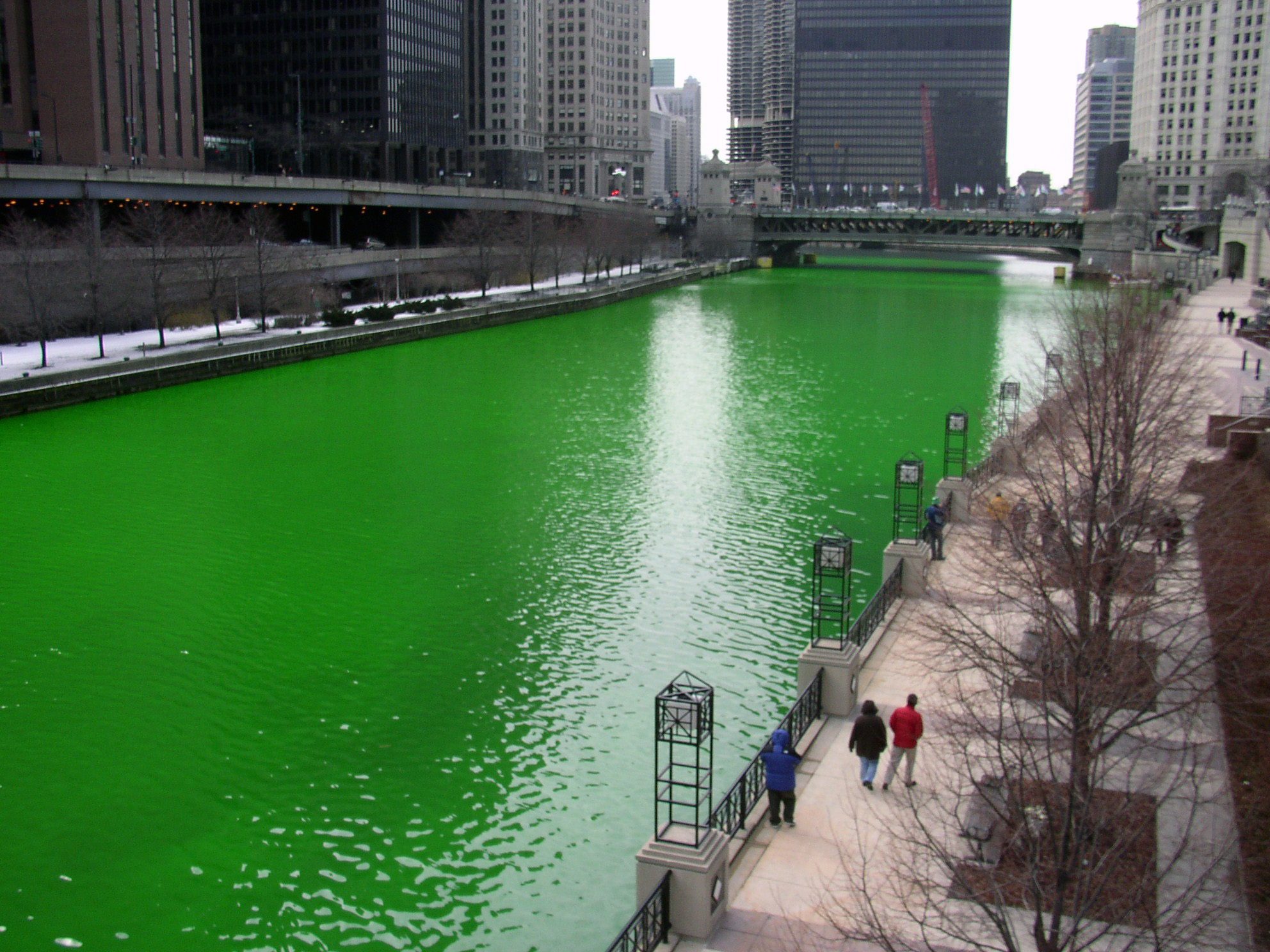
성 파트리치오의 날을 위하여 초록색으로 물들여진 시카고 강

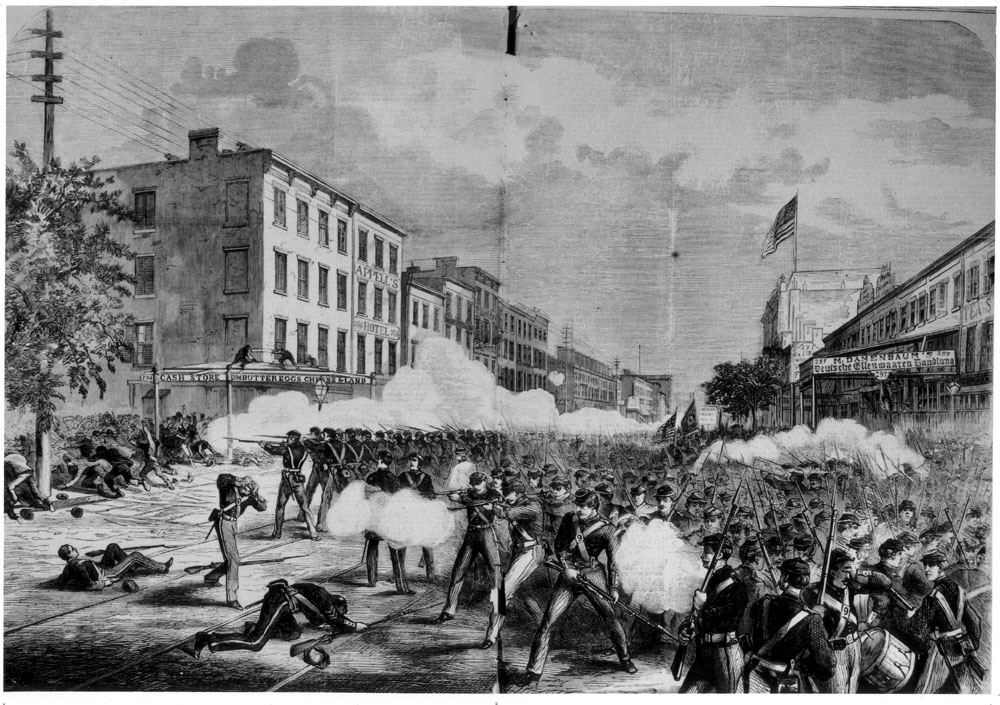
1871년 뉴욕에서 일어난 오렌지의 폭동

미국 북동부의 운하 건설, 제재업과 시민적 건설업에 노동력이 필요하게 되면서 1820년대 초에 아일랜드인의 이민은 크게 늘어났다. 큰 이리 운하는 많은 아일랜드인들이 노역에 투입된 하나의 예였다. 필라델피아, 보스턴, 뉴욕과 프로비던스 같은 번영하는 도시들에 작지만 엄격한 공동체들이 발달하였다.
1820년부터 1860년까지 1,956,557명의 아일랜드인들이 도착하였으며, 이들의 75%는 아일랜드의 대기근 이후에 들어왔다. 대기근은 특히 가장 가난한 사람들이나 땅이 없던 사람들을 힘들게 하였다. 결혼하여 자식을 키울 여유가 있는 사람은 적었기 때문에 아일랜드의 가족 구조를 바꾸었으며, 독신 생활 양식을 도입하는 데 많은 영향을 끼쳤다. 따라서 많은 아일랜드 시민들은 적은 가족 의무를 지게 되어 기근이 일어난 후에 미국으로 더 많이 쉽게 이주할 수 있었다.
1820년부터 1860년까지 미국으로 떠나는 아일랜드 이주민의 전체로 보아, 대서양을 건너면서 배 안의 침울한 분위기와 질병으로 사망하였다.
미국으로 이주한 아일랜드 이민자들의 대부분은 그들이 새로운 환경에서 지원과 보호를 위한 자신들의 공동체들을 형성할 수 있었기 때문에 큰 도시들에 호의를 가졌다. 이런 경향의 다른 이유로는 아일랜드 이민자들이 내륙으로 들어갈 여유가 없어 자신들이 도착한 항구 도시들에 가까운 곳에 정착해야 했던 것이 있다. 아일랜드 이민자들의 다수와 함께 한 도시들은 피츠버그, 볼티모어, 디트로이트, 시카고, 세인트루이스, 세인트폴, 샌프란시스코, 로스앤젤레스는 물론 보스턴, 필라델피아, 뉴욕이다. 1910년에 뉴욕에는 더블린의 전체 인구보다 더 많은 아일랜드인들이 살았고, 오늘날에도 이 많은 도시들이 아직도 실질적인 아일랜드계 미국인 공동체를 유지하고 있다. 로런스, 로월, 포터킷 같은 제재소 마을들은 특히 많은 아일랜드 여성들을 끌어들였다. 실력이 없는 아일랜드 여성들과 남성들을 위한 최고의 시골 경제 일자리에는 공장일, 가정업과 공동 사업을 위한 육체적 노동이 포함되었다.
아일랜드 여성들이 미국에서 처음 겪었던 경험들은 그들의 모국에서 이행하던 역할의 종류에 따라 크게 형성되었다. 아일랜드의 문화는 남편이나 아버지에게 더 많은 권위를 주면서도 여성들의 권력을 동시에 인정하였다. 대부분 아일랜드에서 부인들은 가족 내에서 돈을 다루었고, 다수의 여성들이 집에서 떨어져 있는 도시들에서 가정일과 세일에 관련된 직업에 종사하였다. 연상의 여성들이 이런 권력에 강력히 주장하였어도 딸들은 사회의 가장 자연으로 인하여 아들들보다 적은 가치로서 보였다. 19세기의 두 번째 절반에 아일랜드에서 딸들을 위한 사회적과 경제적 기회들이 제한되면서 젊은 여성들이 미국에서 더 낳은 가능성을 찾는 경향의 원인이 되었다.
미국 역사에서 19세기 중반의 여성 이민은 두드러졌으며, 대다수의 주요 이민 집단 중에서 여성들이 50% 이상을 차지했다. 아일랜드에서 결혼의 감소 때문에 독신의 아일랜드 여성은 미국으로 건너가 직업을 찾거나 그들의 가족을 이루기 시작했다. 아일랜드 농장 생활의 어려움과 다른 가족 구성원들의 도움 없이 새 나라에서 생활하는 것에 의해 좌절한 여성 이민자들은 일거리를 찾아 시골 지역에 정착하기로 하였다. 가정일, 간호원, 교사 같은 직업의 선택은 아일랜드보다 미국에서 젊은 여성들에게 더 많은 권위를 부여하였다. 독신의 여성으로서 자신들의 개인적 성공들이 인정되면서 그들의 대부분은 결혼을 연기하기로 결정하고 그들의 딸들도 똑같이 가르쳤다. 실제로 미국에서 성공적인 아일랜드 여성들 대부분의 다수가 미혼녀이고 그들 중에 다수는 수녀들이었다.
19세기 후반, 고용주들의 미혼 여성들에 대한 선호가 이어졌으며, 도시와 제재소 마을에 정착한 여성들은 남자보다 많았으며, 공장 일과 제제소 일, 가정부 일, 나중에는 사무직이나 판매직에 종사하였다. 그러나 가톨릭교가 여자들이 집에 있어야 한다고 설교하고 아일랜드 이민자들은 성당을 그들의 인생에서 가장 중요한 기관이라고 여겼다. 결과적으로, 아일랜드 여성들은 경제적인 필요와 조건이 맞는다면 여전히 결혼하여 아이를 낳았다. 대가족을 부양할 수 없었던 부부들은 경제 상태와는 상관없이 많은 아이를 낳았으며, 직장에서의 아일랜드 남성에 대한 차별과 아내를 버리는 경향으로 인해 여성들은 가족 부양 책임이라는 큰 부담을 지게 되었다.
1860년 이후에 아일랜드 이민자들은 주로 가족들과의 재통합으로 인해 1900년에 다른 1,916,547명과 함께 지속적으로 들어왔으며, 대부분은 아일랜드계 미국인들이 이전에 설립한 공업 도시들에 정착하였다.
남북 전쟁이 일어나자 많은 아일랜드계 미국인들은 북군에 자원 입대하였고 최소 38개의 북군 연대들이 "아일랜드인"이라는 칭호를 받았다. 144,221명의 북군 군인들이 아일랜드에서 태어났고, 또 아일랜드계의 수도 비슷했다. 많은 이민 병사들은 '아일랜드 여단' 같이 그들 스스로 연대를 만들었다.
그러나 징병제는 일부 아일랜드계 주민과 다른 주민들이 자유의 제한이라며 저항하였다. 1863년 징병제 법안이 통과되었을 때 징병에 반대하는 폭동들이 뉴욕에서 일어났다. 뉴욕의 징병제는 지방 선거에서 투표할 수 있도록 아일랜드 이민자들을 시민으로서 선거 명부에 올리기 위한 태머니 홀의 노력들과 함께 동시에 일어났다. 이런 많은 이민자들이 갑자기 자신들은 이제 새 국가를 위하여 싸우기를 기대받는다는 것을 발견하였다. 처음부터 노동자로 고용되었던 아일랜드인들은 그들보다 봉급을 더 받고 더 안정된 삶을 누리고 있는 뉴욕 시민들이 대리인을 구하거나 법안을 피할 수 있었던 것과 달리 병역을 면제 받기 위한 300 달러의 "면제비"를 감당할 수 없었다.
많은 최근 이민자들이 해방된 노예들을 구하기 힘든 직업들에 대한 경쟁자로 보았으며 그들 때문에 남북전쟁에 참여하게 된다고 생각했다. 반란군들에게 잡힌 아프리카계 미국인들은 맞거나 고문당하거나 심할 경우 죽었으며, 한 예로 윌리엄 존스는 400명의 군중들에게 골프 클럽과 보도 블럭에 맞았으며 나무에 매달리기까지 했다. 수 백 명 아이들에게 안식처를 제공하고 있던 5번가의 유색인종 고아 수용 시설은 대부분의 아일랜드계 미국인 경찰들이 고아들이 탈출할 수 있도록 시간을 벌어줬음에도 불구하고 반란군들에게 공격당하였다.
1871년 뉴욕에서 일어난 오렌지 폭동은 아일랜드 프로테스탄트들이 가톨릭 신도와 보인의 전투를 기념하는 행렬을 벌이면서 일어났다. 대부분 아일랜드 가톨릭 교도들이었던 63명의 시민들이 공권력에 희생되었다

#### 언어
아일랜드 이민자들은 세 가지 언어 사용군으로 나뉘었다 - 아일랜드어만을 쓰는 사람들, 아일랜드어와 영어를 둘 다 쓰는 사람들과 영어만을 쓰는 사람들. 1890년대에 미국에는 40만 명의 아일랜드어 사용자들이었으며, 뉴욕, 필라델피아, 보스턴, 시카고와 용커스에서 쓰였다. 뉴욕에서는 아일랜드어 사용자가 7만 명에서 8만 명 사이에 달해 아일랜드어 사용 인구가 그 절정에 도달하였다. 그러나 이 수는 20세기 초반 동안에 쇠퇴하였고, 1939년 4만 명으로, 1979년에 1만 명으로 그리고 1995년에 5천 명으로 떨어졌다. 가장 최근의 인구 조사에 의하면 아일랜드어는 2만 5천명의 사용자들과 함께 미국에서 오늘날 쓰이고 있는 322개 언어 중에 66위에 올랐다. 뉴욕주는 아일랜드 게일어 사용자가 가장 많이 있으며, 매사추세츠주는 50개 주들 중의 가장 비율이 높았다. 뉴저지주의 엘버론에 본거지를 둔 비영리적 게일어 지지 단체인 달테 나 겔리그(Daltaí na Gaelige)는 2006년기준 대략 3만 명이 게일어를 사용하고 있다고 측정하였다. 해당 단체는 1981년 설립 당시보다 몇 천 명 정도만 증가했다고 주장한다.

### 직업

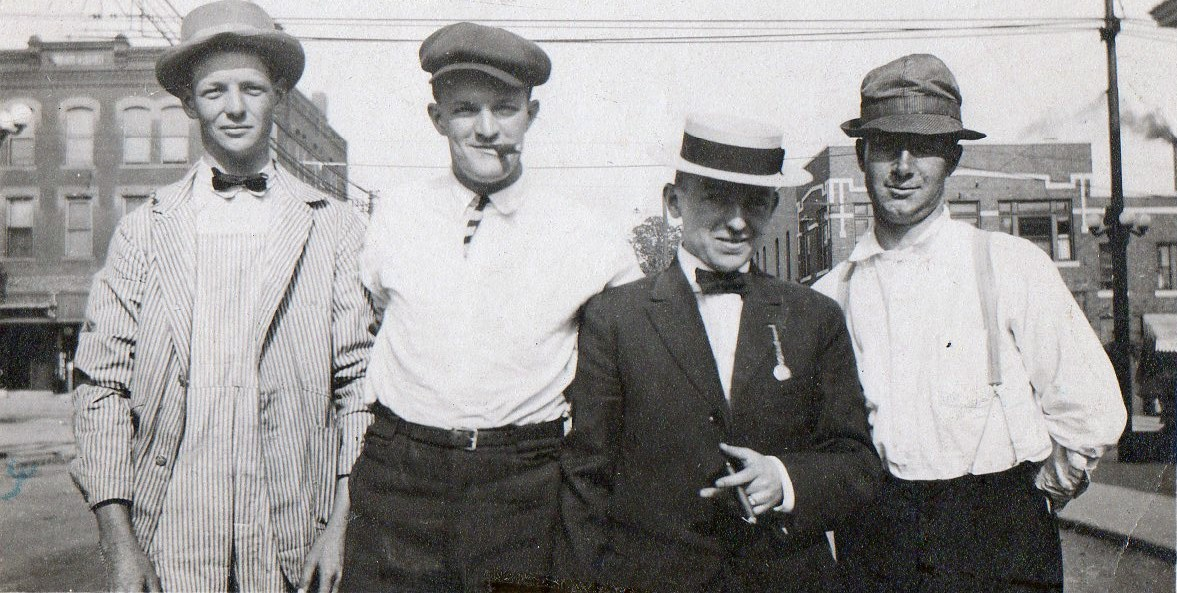
1909년의 아일랜드 이민자들

1800년 이전에 아일랜드 프로테스탄트 이민자들은 농부들이 되었으며, 많은 이들은 땅값이 싸거나 공짜이고 농사나 목축을 시작하기 쉬운 변방 지방으로 떠났다.
1840년 이후에 대부분의 아일랜드 가톨릭 이민자들은 동부 해안 지역의 도시, 제재소 마을이나 운하나 철도의 건설 현장으로 바로 갔다. 뉴욕주 상부의 오대호 지역과 중서부와 극서부 지방에서는 많은 이민자들이 농부이나 농장주가 되었다. 동부에 정착한 남성 아일랜드 노동자들은 아일랜드계 토건 업자들에 의해 뉴욕 주나 뉴 잉글랜드주의 운하, 철도, 거리, 수도 및 다른 건설 공사에서 일하도록 고용되었다. 어떤 이들은 직물 공장주들에게 새로운 저임금 노동자로서 환영받는 매사추세츠 주의 밀포드 같은 제재소 마을로 이주하였다. 아일랜드 가톨릭 여성 중 다수는 호텔이나 개인 가정의 메이드로서 일했다.
무직이거나 매우 가난한 아일랜드 가톨릭교도들 중 다수는 신도시 슬럼과 공동 주택의 비참한 분위기에서 살았다. 아일랜드인들은 19세기에 미국에 도착한 모든 이민자들 중에 가장 가난하였고 많은 여성들이 버려지거나 혹은 미망인이 되었다. 따라서 아일랜드계 여성 주민들 사이에 알콜 중독과 범죄 사건은 물론 정신적과 육체적으로 질병이 있는 경우가 많았다.
독신의 아일랜드 이민 여성들은 곧 봉급이 매우 낮지만 수요는 많은 직업 직업들을 맡게 되었다. 그들의 다수는 제재소, 공장, 가정집에서 일하였고 아프리카계 미국인 여성들 다음으로 여성 직업 계층에서 가장 낮다고 여겨졌다. 근로자들은 면직물 방직업과 의복업이 가장 꺼려지는 직업으로 생각되었다. 공장 일은 이미 산업에 종사하는 미망인들이나 가족들의 딸들에게 최악의 시나리오였다.
다른 이민자들과 달리 아일랜드 여성들은 미국의 중상류층 가정에서 항상 수요가 많아 가정부 일을 선호하였다.
나라마다 임금이 달랐지만 그들은 아일랜드 여성들이 가질 수 있는 직업의 임금보다 많은 임금을 일정하게 받았으며 임금을 낮추지도 못했는데, 그 이유는 경쟁이 부족했기 때문이다. 또한 부유한 가정집에서의 근무 조건이 다른 공장, 제재소 등보다 현저하게 나았으며, 가정부에게도 숙식이 제공되어 돈을 아낄 수 있었고 아일랜드의 가족들에게 돈을 보낼 수 있었다.
가정부 일의 혜택에도 불구하고 아일랜드 여성의 직업상 요구조건은 까다롭고 힘들었으며, 모욕적인 대우를 받는 경우도 허다했다. 24시간 내내 고용인의 시중을 들어야 했으며, 아일랜드 여성은 요리하고, 청소하고, 아이까지 돌봐야 했다. 대부분의 가정부들은 그들이 일하는 집에서 살았기 때문에 그들의 공동체들과는 떨어질 수밖에 없었다. 대다수의 미국인들은 아일랜드 여성들이 '늙은 흑인과 같은 정도의 지능을 갖고 있는' 실패자들이라고 낙인을 찍었다. 이 말은 아프리카계 미국인들에 대한 극도의 차별의 시대에 미국 사회가 아일랜드 이민자들을 열등한 존재로 보고 있었다는 것을 보여준다.
가톨릭 아일랜드인들은 아주 낮은 사회적 계층으로 시작했지만, 1900년 즈음에 그들의 이웃들과 비슷한 수준의 직업과 봉급을 얻을 수 있게 되었다. 1945년 이후, 가톨릭 아일랜드인들은 높은 대학진학률 덕분에 사회 계층의 꼭대기를 향해 올라갔다.

#### 경찰
찰스 린치 이후, 아일랜드 이민자들은 북동부와 오대호 연안의 주요 도시에서 경찰관, 소방관 등 공무원으로 취직했다. 1855년에 뉴욕 경찰청장 조지 W. 매철에 의하면, 1806년 자신이 영국인으로서 1806년에 리버풀에서 태어났고 경찰서의 경관의 17%가 아일랜드 출생이었다고 앨더만 이사회의 보고서에서 말했다. 1860년대, 뉴욕 시에서 체포된 사람들 중 절반 이상이 아일랜드 출생 혹은 아일랜드계의 후손이었지만 뉴욕 시의 경찰관들도 절반 가까이가 아일랜드인이었다. 20세기로 접어들면서 뉴욕 경찰 여섯 명 중 다섯 명이 아일랜드 출생 혹은 아일랜드계의 후손이었다. 소수 인종 채용 노력 이후, 1960년대 후반에 뉴욕 경찰은 42%가 아일랜드계 미국인이었다.
아일랜드 가톨릭교도들은 경찰 공동체에서 계속 눈에 띄었다.(특히 뉴잉글랜드에서) 보스턴 경찰서의 에메랄드 소사이어티는 1873년에 창립되었으며 시 경찰 절반이 가입되어 있다.

#### 교사
19세기의 마지막으로 들어가면서 학교 강의는 아일랜드 이민 여성들의 두 번째 세대들을 위한 가장 바람직한 직업이 되었다. 강의는 아일랜드 이민자들의 첫 세대를 위한 가정일과 비슷하였다. 19세기 후반부터 20세기 초반까지 보스턴부터 샌프란시스코까지 교사들로서 직업에 들어간 아일랜드계 미국인 가톨릭 여성들의 불균형적인 수가 아일랜드 국가주의 학교 제도로부터 결과를 가져왔다. 아일랜드인의 학교들은 젊은 독신 여성들에게 교육의 중요성을 스며드는 데 영향을 준 새 나라에서 자신들을 성원하는 데 준비하였다. 뉴욕 학교들에서 온 증거들은 교사들로서 아일랜드 여성들의 상승 방향을 삽화하였다 - "1870년만큼 이르면서 학교 교사들 전체의 20%가 아일랜드 여성들이고, 1890년대에 들어서 아일랜드 여성들은 6번째 감시 학교들에서 3분의 2를 포함하였다." 아일랜드 여성들은 그중에 어떤이들을 더 높은 위업의 직업으로 설득된 학교 교사들로서 칭찬할 만한 명성들을 얻었다.

#### 수녀
많은 아일랜드 여성들은 미국으로 넘어오면서 가톨릭 수녀가 되었으며, 특히 미주리주 세인트루이스, 미네소타주 세인트폴과 뉴욕 주의 트로이에 정착한 수녀들은 많은 미국의 여성 공동체들에 참여하였다. 또한 이 공동체들에 정착한 여성들은 취직을 위해 아일랜드로 돌려보내지기도 하였다. 이런 종류의 종교적 생활 양식은 여성 아일랜드 이민자들이 남성 아일랜드 이민자보다 많고 성 분리와 금욕을 장려하기 위하여 결혼을 미루는 아일랜드의 문화적 경향 때문에 여성 이민자들의 흥미를 끌었다. 덧붙여 "가톨릭 교회, 성직자와 여성 신도는 아일랜드에서 높이 존중받으면서"여성 공동체들은 아일랜드 이민자들을 매력적으로 느끼도록 만들었다. 수녀들은 대도시의 아일랜드 이민자들, 특히 고아와 미망인 가정, 소년소녀 가정, 독신 주부들에 대한 돌봄과 교육에 폭넓은 지원을 제공하였다. 많은 아일랜드 공동체들이 수녀들이 운영하는 교구학교를 세웠지만, 동부 대도시들의 아일랜드 부모 대부분은 아일랜드 이미자의 딸이나 손녀들이 선생으로 있는 공립 학교에 아이를 보냈다.

## 유산 의식
많은 아일랜드 계통의 후손들은 자신들의 유산에 대한 의식이 남아 있다. 아일랜드 헌법 제2조는 공식적으로 이 사실을 인정하고 기꺼이 받아들였다.
"...아일랜드인의 국가는 아일랜드의 문화 정체성과 유산을 공유하는 해외 거주 아일랜드 계통의 주민들과 함께 그 특별한 인척 관계를 소중히 한다."
추방, 망명, 향수의 감정은 노래들의 공통된 주제들이다. "플래스틱 패디"는 아일랜드에서 태어나지 않고, 세대가 지나면서 아일랜드 태생의 조상과 멀어졌지만 자신들을 아일랜드인이라고 여기는 사람들을 가리킨다.
어떤 아일랜드계 미국인들은 아일랜드의 독립을 열광적으로 지지한다. 페니언 브라더후드 운동은 미국을 본거지로 하였으며, 영국령 캐나다에 대한 공격, 일명 "페니언 레이드"를 몇 차례 감행하였으나 실패하였다. IRA 임시파는 아일랜드 망명자들과 아일랜드계 미국인 지지자들에게 자신들의 준군사적 활동을 위한 중요한 자금을 받았다. 1984년 미국 법무부는 아일랜드계 미국인 모금 단체 '아일랜드원조위원회'(NORAID)가 IRA 임시파를 그 "외국 군대"(Foreign Principal)으로 인정하라는 소송에서 이겼다.

### 아일랜드계 미국인들의 도시들

1870년대 아일랜드계 미국인의 인구 밀도를 나타내는 지도. 대개 가톨릭 교도들이며, 고령의 스코틀랜드-아일랜드계들은 나타내지 않는다.

가톨릭 아일랜드계 미국인들은 북부를 통틀어 크고 작은 도시들, 특히 철도의 중심지들과 제재소 마을들에 정착하였다. 그들은 미국에서 가장 도시화된 집단이 되었으며, 소수는 농부가 되었다. 아일랜드 미국인 인구를 현저히 유지한 지역들은 1830~1910년 동안에 새로운 도착하여 정착하였던 보스턴, 하트퍼드, 피츠버그, 필라델피아, 볼티모어, 뉴욕, 시카고, 신시내티, 뉴올리언스, 로스앤젤레스, 샌프란시스코의 메트로폴리탄 지역들이다.
인구의 비율을 따졌을 때, 매사추세츠 주는 약 4분의 1이 아일랜드 계통이라는 주장이 있으며 아일랜드인이 가장 많은 주이다. 미국에서 아일랜드계 미국인들이 가장 많이 사는 마을로는 매사추세츠 주의 시츄에이트(47.5%가 아일랜드 계통), 일리노이 주의 에버그린 파크(19,236명의 주민들 중에 39.6%가 아일랜드 계통), 매사추세츠주 밀턴(26,000명 중에 38%가 아일랜드 계통)과 브레인트리(34,000명 중에 36%가 아일랜드 계통) 등이 있다.
보스턴, 뉴욕, 시카고는 더 높은 비율로 아일랜드계 미국인 주민들이 살고 있다. 지역별로 아일랜드계 미국인들이 가장 많이 사는 주는 매사추세츠 주, 뉴햄프셔주, 펜실베이니아주, 델라웨어주와 메릴랜드주이다.

## 정계에 진출한 아일랜드계 미국인들

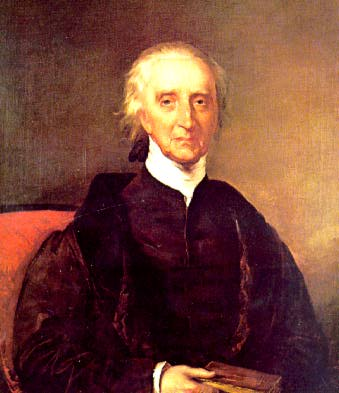
미국 독립 선언서에 서명한 찰스 캐롤은 티퍼레리주에서 이주해 온 아일랜드 귀족의 자손이었다.

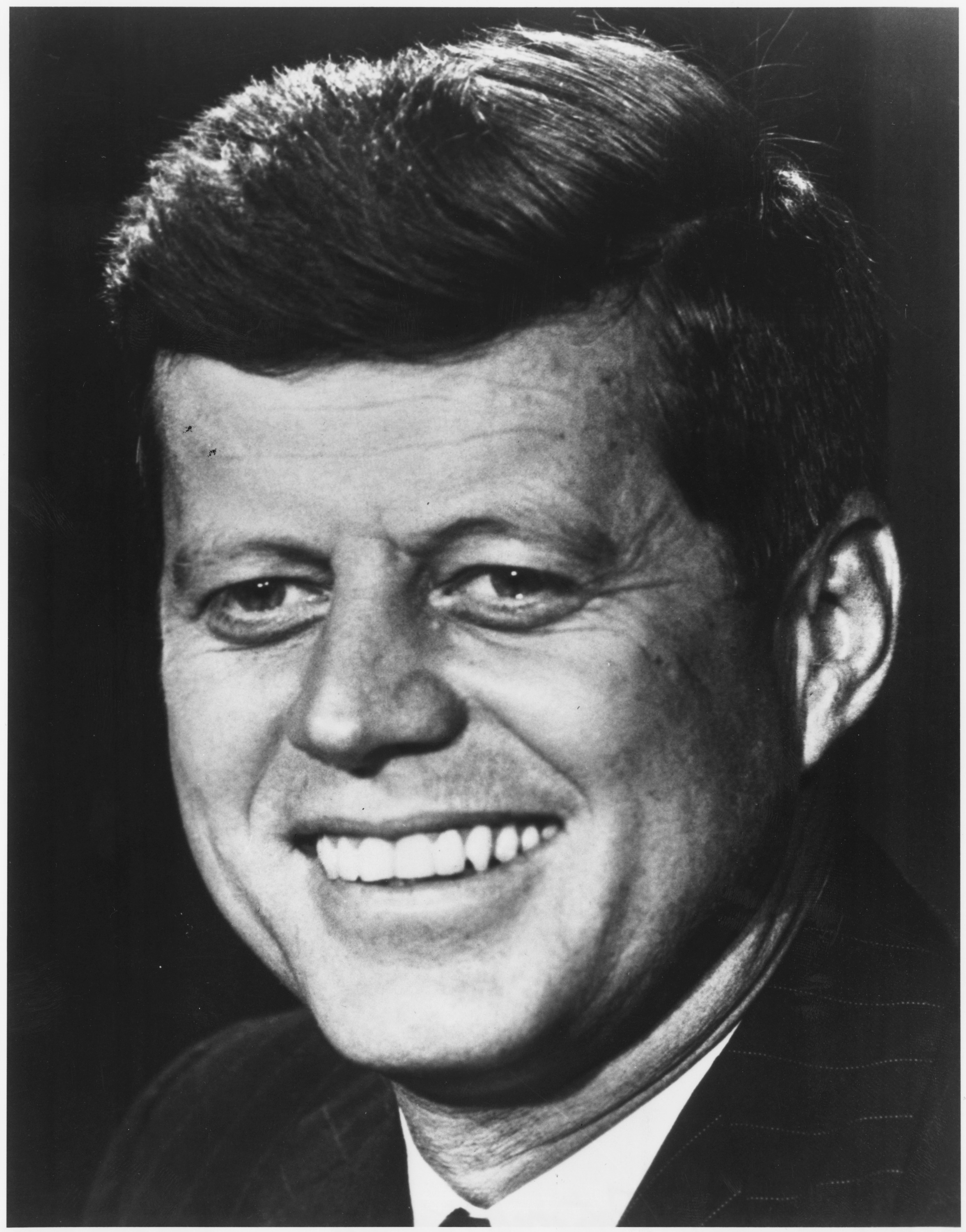
아일랜드 계통이면서 최초의 로마 가톨릭 대통령 존 F. 케네디

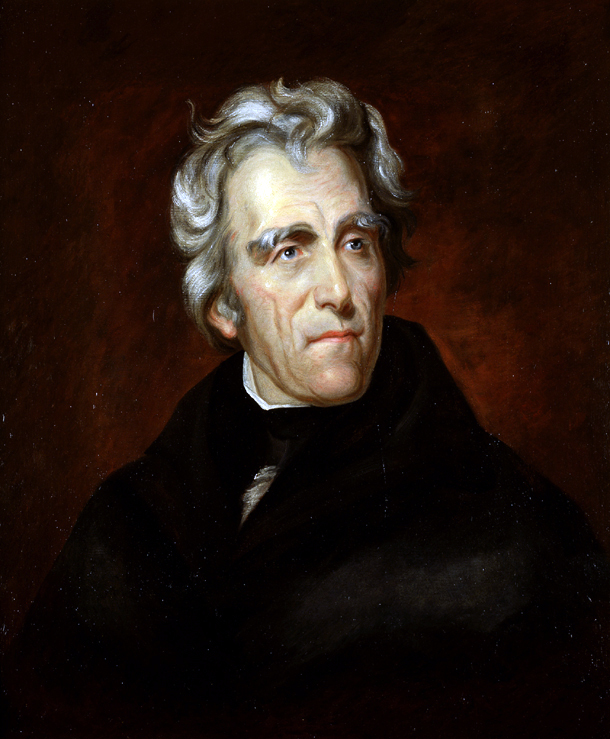
아일랜드 이민의 후예이며 미국 최초의 아일랜드계 대통령인 앤드루 잭슨

미국 독립선언문은 대표자 56인의 서명을 담고 있다. 서명한 대표자들 중에 8명은 아일랜드계였다. 그중, 매슈 손턴, 조지 테일러와 제임스 스미스는 아일랜드에서 태어났고, 나머지 조지 리드, 토머스 매킨, 토머스 린치 2세, 에드워드 러틀리지와 찰스 캐롤은 아일랜드 이민자들의 아들들 혹은 손자들이었다. 서명하지 않은 사절단들 중에 또한 아일랜드계 미국인 비서, 찰스 톰슨이 있었다. 미국 헌법은 36명의 대표자들의 회의에 의하여 제정되었다. 그 중에 최소 6명은 아일랜드계 미국인들이었다. 조지 리드와 토머스 매킨은 이미 독립 선언서를 작성하였고, 존 러틀리지, 피어스 버틀러, 대니얼 캐롤과 토머스 피츠시먼스가 함께 하였었다. 캐롤 가와 피츠시먼스 가는 가톨릭 집안이었고, 나머지는 프로테스탄트 집안이었다.
찰스 린치를 시작으로 하여 가톨릭 아일랜드인들은 빠르게 행정부로 들어가 경찰, 수 백 개의 학교, 대학, 고아원, 병원들과 보호 시설들을 건설하였다. 가톨릭 아일랜드인들에 정치적 대립은 1854년 단기간의 아메리카당에서 최고점에 달하였다.
1850년대에 들어와 아일랜드 가톨릭들에 대한 정치적 반발은 1854년의 무지당 때에 최고조에 이르렀다. 아일랜드계 미국인들은 1850년대에도 이미 대부분의 시들의 경찰국에서 주요직을 차지하고 있었다. 1855년에 뉴욕에서 시 경찰관 1,149명 중에 305명은 아일랜드 출신이었다. 보스턴의 경찰국과 소방국은 많은 아일랜드 이민자들에게 그들의 첫 일자리를 마련해주었다. 필라델피아에서 통합 경찰대의 창립은 그 도시에서 아일랜드인들에게 일자리를 주었다. 1860년 시카고에서는 107명의 경찰대 인원 중 49명은 아일랜드인들이었다. 오리어리 서장은 뉴올리언스 경찰대의 우두머리를 맡았고, 맬러치 팰런은 샌프란시스코 경찰의 서장이었다.
아일랜드 가톨릭의 분산은 매우 조직적이었으며, 1850년 이래 미국 가톨릭 교회, 노동조합, 대도시의 민주당, 가톨릭 고등학교, 대학들의 지도자들 대부분을 배출하였다. 존 F. 케네디는 그들의 거대한 정치적 영웅이었다. 1928년 대통령 선거에서 허버트 후버에게 패한 민주당 후보 앨 스미스는 아일랜드 가톨릭교도 중 처음으로 대통령 선거를 나간 정치인이 되었다. 1830년대부터 1960년대까지 아일랜드 가톨릭교도들은 1920년 선거를 제외하고는 80~95%가 민주당에 투표하였다. "매카시즘"이라는 용어에 영감을 준 조지프 매카시 상원의원은 민주당과 관련된 아일랜드계 미국인 중 예외적으로 공화당원이었다.
오늘날 아일랜드계 정치인들은 민주당과 공화당, 양쪽 다 지지한다. 로널드 레이건은 자신의 아일랜드 혈통을 자랑스럽게 여겼다. 역사적으로 아일랜드 가톨릭교도들은 많은 도시 기구들을 통제하고 민주당 전국 위원회의 의장을 맡기도 하였다. 그들은 모너핸주 출신의 토머스 태것, 번스 맥코믹, 제임스 팔리, 에드워드 J. 플린, 로버트 E. 해너건, J. 하워드 맥가스, 윌리엄 H. 보일 2세, 존 모런 베일리, 래리 오브라이언, 크리스토퍼 J. 도드, 테리 매콜리프와 팀 케인이 그 예이다. 의회의 아일랜드인들은 양당 모두에서 나타난다. 현재 메인주의 수전 콜린스, 펜실베이니아 주의 팻 투미, 밥 케이시 2세, 알래스카주의 리사 머코스키, 일리노이주의 딕 더빈, 버몬트주의 팻 리어히와 워싱턴주의 마리아 캔트웰은 미국 상원의 아일랜드계 미국인들이다. 최근의 대통령 선거 출구 조사에서 아일랜드 가톨릭교도들의 민주당과 공화당 후보들에 대한 지지 비율이 50 대 50으로 갈라졌으며, 다수는 레이건을 뽑았다. 민주당의 낙태반대파에는 전 보스턴 시장이자 바티칸 주재 대사 레이 플린과 2006년 펜실베니아 선거에서 명백한 승리를 거둔 밥 케이시 2세 등 다수의 아일랜드계 미국인들이 포함되어 있다.
코네티컷주 및 일부 주들에서는 아일랜드계 공동체들이 강한 곳이 뉴페어필드 같은 도시 외곽으로 이동하여 공화당 후보를 지지하는 경향이 있다.
많은 주요 도시들은 가톨릭 아일랜드계 미국인 시장들을 선출하였다. 보스턴, 볼티모어, 신시내티, 휴스턴, 뉴어크, 뉴욕, 피츠버그, 세인트루이스, 샌프란시스코 같은 도시들은 순수 아일랜드 출신들을 시장들로 선출하였다. 시카고, 보스턴과 저지 시티에서는 다른 민족 집단들보다 더 많은 아일랜드계 미국인 시장들이 있었다. 밀워키와 디트로이트는 2018년 현재 아일랜드계 미국인 시장들이 재임 중이다. 피츠버그 시장 밥 오코너가 2006년 사무실에서 사망하였다. 뉴욕 시에는 최소 3명의 아일랜드 태생 시장들과 8명 이상의 아일랜드계 미국인 시장들이 있었다. 가장 최근 시장은 메이요주 출신의 윌리엄 오드와이어가 1949년에 선출되었다.
아일랜드 프로테스탄트들의 투표는 거의 연구되지 않았다. 1840년대 이래 프로테스탄트 정치인들이 아일랜드계임을 식별하는 것은 일반적이지 않았다. 반대로, 캐나다에서는 아일랜드 개신교도들이 20세기 들어서까지 오렌지 오더에 속한 사람들을 포함해 영향력인 정치 권력으로 남아 있었다.
다음은 미국 내 아일랜드 출신 혹은 일부 아일랜드계 혈통의 미국 대통령들의 일부이다.
- 앤드루 잭슨 - 미국의 제7대 대통령. 최초의 아일랜드계 대통령이다.
- 허버트 후버 - 미국의 제31대 대통령. 그의 어머니로부터 아일랜드계 피를 이어받았다.
- 존 F. 케네디 - 미국의 제35대 대통령. 1840년대부터 1850년대 사이에 아일랜드에 닥친 대기근으로 인해 미국으로 이주한 이민의 후손이며, 최초의 로마 가톨릭 신자인 미국 대통령이다.
- 로널드 레이건 - 미국의 제40대 대통령.
- 버락 오바마 - 미국의 제44대 대통령. 그의 어머니로부터 일부 아일랜드계 피를 이어받았다.[76]
- 조 바이든 - 미국의 제46대 대통령. 두번째 아일랜드계-가톨릭 대통령

## 미국 문화와 스포츠에 대한 기여

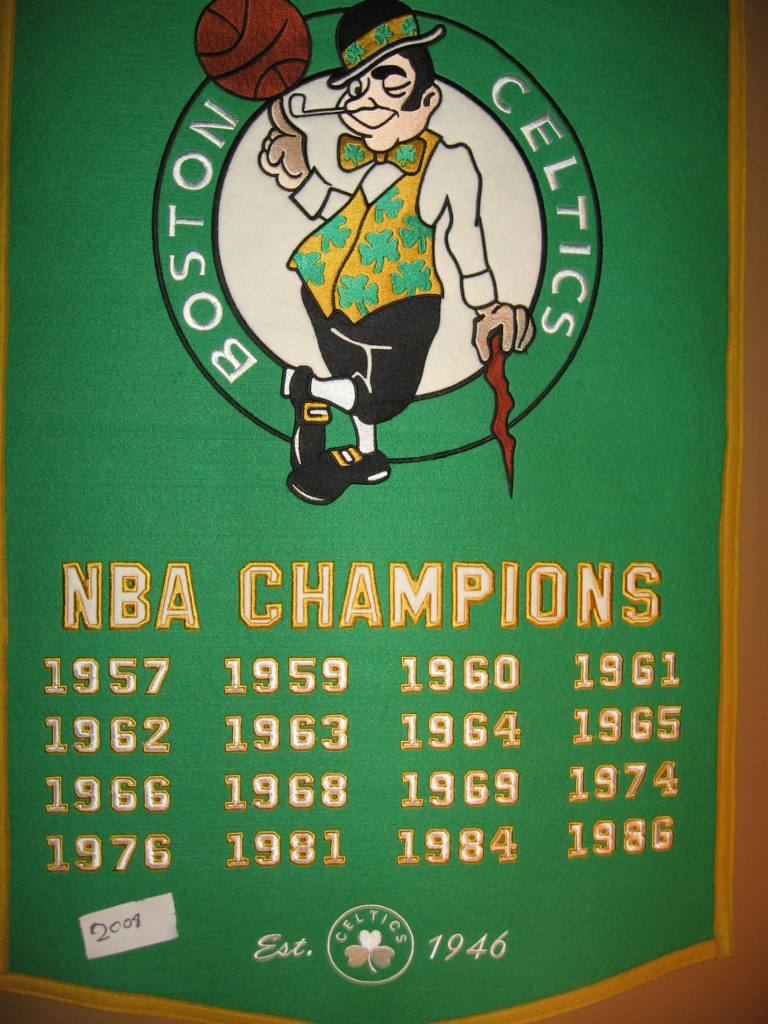
보스턴 셀틱스의 로고

매년 성 파트리치오의 날에 열리는 축제는 미국에서 아일랜드계의 상징으로 널리 인정된다. 이 날 가장 큰 축제가 뉴욕에서 열리며, 성 파트리치오의 날 행렬은 약 200만 명의 시민들을 끌어 모은다. 두 번째로 큰 축제는 보스턴에서 열린다. 사우스 보스턴 행렬의 역사는 1737년으로 거슬러 올라가며, 미국에서 가장 오래된 축제들 중 하나이다. 서배너에서도 미국에서 가장 큰 행렬 중 하나를 개최하고 있다.
1840년대에 2백만 명에 가까운 아일랜드 이민자들이 도착한 이후에 도시의 아일랜드계 경찰들과 소방관들은 사실상 미국 대중 문화의 아이콘이 되었다. 많은 대도시에서는 아일랜드계들이 경찰국과 소방국에서 100년 이상 동안이나 우세하였다. 많은 경찰국과 소방국들은 '크고 활동적인 단체'인 "에머럴드 소사이어티", 백파이프 행진단 또는 유사한 단체들을 유지하며, 자신들의 아일랜드 유산에 대한 자부심을 보여주고 있다.
이런 전형적인 이미지들은 특히 잘 알려져 있는 동안 아일랜드계 미국인들은 공연 예술, 영화, 문학, 정치, 스포츠와 종교 등 여러 분야에서 미국 문화에 공헌하였다. 아일랜드계 미국인들의 대중 오락에 대한 기여는 제임스 캐니, 빙 크로스비, 월트 디즈니, 존 포드, 주디 가랜드, 그레이스 켈리 같은 인물들의 경력에 반영되어 있다. 미국 시민권을 얻은 아일랜드 출신 여배우 모린 오하라는 《조용한 남자》와 《롱 그레이 라인》 같은 영화들에서 교만한 아일랜드 소녀의 역을 맡았다. 가장 최근에는 피어스 브로스넌(아일랜드와 미국의 이중 국적)이 제임스 본드 영화 배우로서 명성을 얻었다. 텔레비전의 초기 동안에는 아트 카니, 그레이시 앨런, 조 플린, 재키 글리슨과 에드 설리번 같은 아일랜드 뿌리를 둔 인기있는 배우들이 나타났다.
영화 산업의 초창기 이래로 수많은 아일랜드계 미국인 영화사 대표들이 있었다. 아일랜드계 미국인들과 함께 한 유명한 영화에는 사회적 드라마 《리틀 넬리 켈리》와 《카디널》, 《워터프론트》 같은 노동 서사 영화와 《갱스 오브 뉴욕》, 《디파티드》 같은 갱스터 영화들이 있다. 아일랜드계 미국인 인물들은 인기 있는 텔레비전 시리즈 《라이언의 희망》과 《레스큐 미》에서 특색을 이루었다.
저명한 아일랜드계 미국인 문인들로는 퓰리처 상과 노벨문학상을 수상한 유진 오닐, 재즈 시기의 소설가 F. 스콧 피츠제럴드, 사회적 현실주의자 제임스 T. 패럴과 남부의 고딕체 작가 플래너리 오코너, 그리고 작가 겸 시인인 에드가 앨런 포를 꼽을 수 있다. 19세기의 소설가 헨리 제임스도 아일랜드인 혈통을 부분적으로 이어받았다. 조형 미술에서는 아일랜드계 미국인들이 두드러지지는 않았지만, 유명한 미국의 화가 2명이 아일랜드계 출신이다. 20세기의 화가 조지아 오키프는 아일랜드계 미국인 아버지에게서 태어났고, 19세기의 트롱프 레유 화가 윌리엄 하넷은 아일랜드에서 미국으로 건너왔다.
아일랜드계 미국인들은 이념을 가리지 않고 정치에 공헌하였다. 미국의 사회주의자 메리 해리스 "마더" 존스와 엘리자베스 걸리 플린은 아일랜드계 미국인들이었다. 1960년대에 아일랜드계 미국인 작가 마이클 해링턴은 사회 보장 프로그램들의 영향력 있는 주창자였다. 해링턴의 전망들은 깊이 존 F. 케네디와 그의 동생 로버트 케네디에게 영향을 주었다. 그 동안 아일랜드계 미국인 정치적 작가 윌리엄 F. 버클리는 20세기 후반에 미국의 보수 정치에서 대표적인 지성인으로 부상했다. 그의 잡지 〈내셔널 리뷰〉는 로널드 레이건 같이 성공한 공화당 후보들의 노력적인 주창을 증명하였다.
아일랜드계 미국인들은 프로 야구의 초기 스타들 사이에도 찾아볼 수 있다. 마이클 "킹" 켈리, 로저 코너(베이브 루스 이전의 홈런왕), 에디 콜린스, 로저 브레즈너헌, 에드 월시와 뉴욕 자이언츠의 감독 존 맥그로가 포함된다.
또한 아일랜드계인 월터 오말리는 부동산 중개인이면서 브루클린 다저스의 주요 구단주였다. 그는 메이저 리그 베이스볼을 캘리포니아주로 가져오는 거래에서 다저스 팀을 로스앤젤레스로 옮겼고, 뉴욕 자이언츠 팀을 샌프란시스코로 옮기도록 설득했다. 오맬리 가는 1998년 다저스 팀을 팔 때까지 그 팀을 소유하였다.
아일랜드계 미국인들은 코미디에서도 두드러졌다. 아일랜드계의 주목할 만할 코미디 배우들은 재키 글리슨, 빌 머리, 조지 칼린, 윌 페럴, 크리스 팔리, 스티븐 콜버트, 코넌 오브라이언, 찰스 넬슨 라일리, 빌 매허, 몰리 섀넌과 짐 개피건을 포함한다.